# June Markham
June Markham est une danseuse sur glace britannique.

## Biographie

### Carrière sportive
Avec son partenaire Courtney Jones, elle finit deuxième des Championnats du monde de patinage artistique et des Championnats d'Europe en 1956, avant de remporter ces deux compétitions en 1957 et en 1958.

## Palmarès
Avec Courtney Jones
| Compétition                     | 1956 | 1957 | 1958 |  |  |  |  |  |  |  |  |  |  |  |
| Championnats du monde           | 2e   | 1er  | 1er  |  |  |  |  |  |  |  |  |  |  |  |
| Championnats d'Europe           | 2e   | 1er  | 1er  |  |  |  |  |  |  |  |  |  |  |  |
| Championnats de Grande-Bretagne | 2e   | 1er  | 1er  |  |  |  |  |  |  |  |  |  |  |  |
|                                 |      |      |      |  |  |  |  |  |  |  |  |  |  |  |